# Nouveau job pour une nouvelle vie
Pour plus de détails, voir Fiche technique et Distribution.
Nouveau job pour une nouvelle vie (Waffle Street) est une comédie dramatique américaine réalisée par Eshom Nelms et Ian Nelms sortie en 2015. Ce film met en vedette James Lafferty dans le rôle de James Adams, dont ses mémoires sont adaptés. Dany Glover et Julie Gonzalo tiennent des seconds rôles et la majorité du film se déroule dans un diner de Lehi dans l'Utah (États-Unis). 

## Synopsis
À la suite du la crise financière de 2008, James «Jimmy» Adams (James Lafferty) est mis à l'écart des premières lignes d'un fonds d'investissement, Alpha Managers. Après avoir répété pendant 6 ans le « mantra » de sa dernière compagnie (« Ce qu'on fait est légal, donc ce n'est pas immoral. Si c'était immoral, ce serait illégal. »), James Adams décide de décrocher un travail honnête et plus gratifiant. Après plusieurs tentatives infructueuses, Adams est embauché en tant que serveur sans qualification dans un diner : Papa's Chicken and Waffles, une chaîne de restaurants locale ouverte 24 heures sur 24 (le restaurant a été renommé dans les nouvelles versions du livre et dans le film). Le personnel de ce diner est hétéroclite : un responsable ne sachant pas concilier sa vie maritale et le milieu professionnel, des collaborateurs en majorité issus du monde carcéral, dont un cuisinier (Danny Glover) qui le surnomme sans cesse « Petit Jimmy » ou « Jimmy Jam ». Contrairement à ce qu'on pourrait penser, ce changement radical lui donnera les clés de la réussite sociale.

## Fiche technique
- Titre : Nouveau job pour une nouvelle vie
- Titre original : Waffle Street
- Réalisation : Ian Nelms et Esholm Nelms
- Scénario : Autumn McAlpin, Eshom Nelms et Ian Nelms, d'après Waffle Street : the confession and rehabilitation of a financier de James Adams  (ISBN 978-1-937-45800-3)
- Direction artistique : Thayne Wheeler
- Décors : Lauren Spalding
- Costumes : Angela Asay
- Photographie : Johnny Derango
- Son : Vince Tennant
- Montage : Traton Lee
- Musique : Will VanderWyden
- Production : 
  - Brad Johnson
  - John J. Kelly
  - Steven A. Lee (producteur délégué)
  - Autumn McAlpin
  - Michael McAlpin (producteur délégué).
- Société(s) de production : 6 Foot Films et Side Gig Productions
- Société(s) de distribution : MarVista Entertainment.
- Pays d'origine :  États-Unis
- Langue originale : anglais.
- Format : couleur
- Genre : comédie dramatique.
- Durée : 86 minutes
- Dates de sortie :
  - États-Unis : 24 septembre 2015 (Festival du film de Hollywood).
  - Reste du Monde : 16 mars 2016.
- Classification : unrated aux États-Unis (tout public)

## Distribution
- James Lafferty : James « Jimmy » Adams
- Danny Glover : Edward Collins, le cuisinier
- Julie Gonzalo : Becky Adams, la femme de James
- Dale Dickey : Kathy la folle, une cliente excentrique
- Adam Johnson : Matthew Linslow, le gérant du Papa's
- Marshall Bell : Miles Drake III, le propriétaire du Papa's
- Ernie Lively : Wright Adams, le père de James
- William Frederick Knight : le grand-père de James
- Yolanda Wood : Jaqui White, une responsable du Papa's
- Steven A. Lee : Herbert Dillard, un responsable du Papa's
- Aubrey Reynolds : Mary Lynn Parks, puis Mary Crohns, une collègue de James
- Michael Flynn : patron de James chez Alpha Managers

## Accueil
Le film a été apprécié par 46% des 237 spectateurs qui ont voté sur le site Rotten Tomatoes.

## Distinctions

### Récompenses
- Festival du film de Hollywood 2015 : Meilleur long métrage narratif
- Festival du film de Red Rock 2015 : Prix du public gagnant du meilleur long métrage,
- Festival du film de Woodstock 2015 : prix Andretta Carpe Diem
- Festival de films de l'île Coronado 2016 : prix du scénariste

### Nominations et sélections
- Festival du film de Tallgrass 2015 : film de clôture
- Sélection officielle au Biff Year 'Round 2015 : concours du Choix du public
- Sélection officielle, festival du film Cucalorus 2015
- Sélection officielle, festival international du film de Macao 2015
- Sélection officielle, Heartland Film Festival 2015
- Sélection officielle, festival du film de Memphis 2015
- Sélection officielle, festival du film d'Ojai 2015
- Sélection officielle, festival international du film de Beloit 2016